# 迦帕多家教父

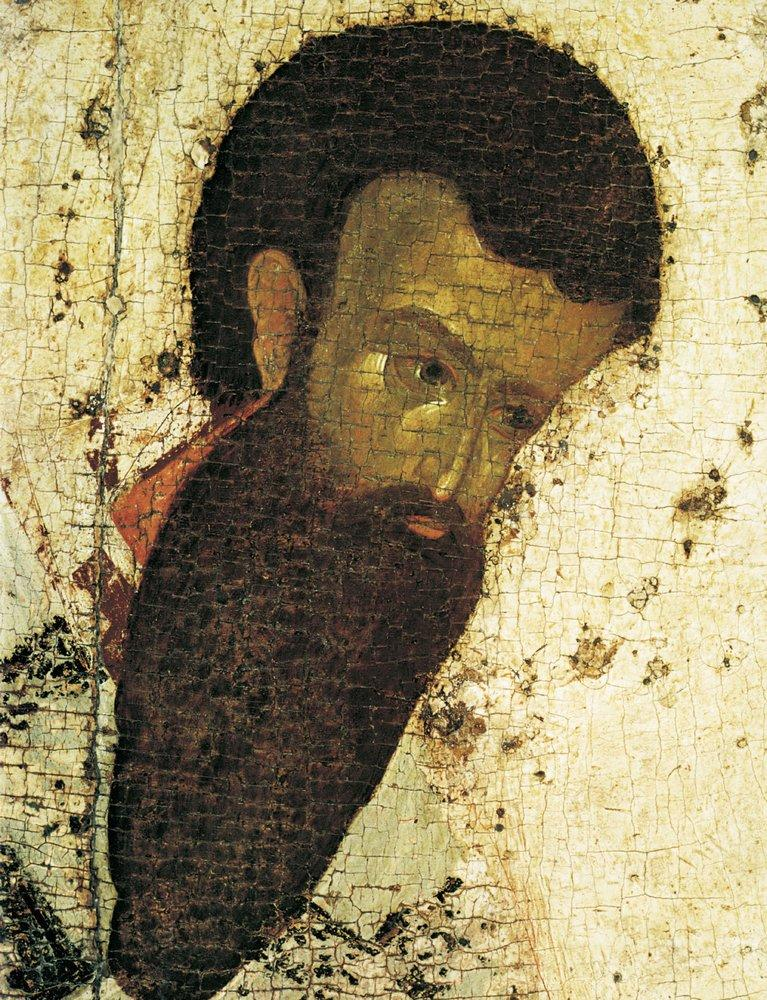
迦帕多家教父（1405年）

迦帕多家教父（英語：Cappadocian Fathers），又稱迦帕多家三傑，指的是該撒利亞的巴西流、拿先斯的貴格利、尼撒的貴格利等三位基督教教父。因為他們都出生於安纳托利亚的迦帕多家地區，三人一直都有很密切的合作，合力保住正統的尼西亞教義，並曾在迦帕多家擔任主教職任，故被尊稱。

## 巴西流
巴西流生於約330年，死於379年，跟尼撒的貴格利是兄弟。他的強項是行政和牧養。他也是團修式修道主義的創始者。

## 尼撒的貴格利
尼撒的貴格利生於約330年，死於395年，他的專長是講道和教導。

## 拿先斯的貴格利
拿先斯的貴格利生於約330年，死於389年，他精通神學，是巴西流兩兄弟的朋友。

## 成就
公元325年的尼西亞會議之後，三位一體論的神學教義有更進一步的發展。尼西亞信經指出子與父是本體相同的。但不久後幾乎被「本體類似」的說法取代。迦帕多家教父繼亞他那修之後，聯手對抗所有企圖破壞「本體相同」教義的思想與論述，他們共同的任務與目標就是排除一切次位論的思想，以及摧毀亞流主義與撒伯流主義。迦帕多家教父澄清、界定與護衛了三位一體的教義，以及把教會的信仰系統化。他們的神學使用很高明的方式闡釋「本體相同」這關鍵字。就這個目的而言，他們一致強烈主張「神是一體的，但是具有三個位格」。
最後，他們的努力，挽回了《尼西亞信經》被某種亞流主義取代的危機，讓新尼西亞正統神學於381年君士坦丁堡會議中取得勝利，讓東方教會接受聖父、聖子、聖靈是平等的，但是同是也是有區別的。他們也幫助了狄奧多西皇帝統一他的帝國。

## 評價
迦帕多家教父的三位一體論在神學歷史上的貢獻，有其被肯定的價值。他們並非以合理化來解釋神的奧秘。相反，他們為福音的神與奧秘辯護，以免造成錯誤的合理化。他們使用《聖經》和相當哲學性的語言（例如「本體相同」這個字），這是他們一向堅持的目標。
雖然迦帕多家教父對於三位一體有極大的貢獻，但是，和其他神學思想家一樣，他們的論述並非毫無縫隙，也難免帶來一些批評與爭議：
1. 使用ousia與hypostasis這兩個字來區別「實質」與「位格」。在東方教會或許可行，但是在說拉丁話的西方教會卻不被承認，因為ousia與hypostasis這兩個字在拉丁文中都翻譯為「實質」。因此，神有一質與三位格的論述，容易造成西方基督徒認為東方神學家與主教非常喜歡自我矛盾的思想與事物。
2. 在整個神學史上，許多的批評者認為，若沒有進一步澄清一質與三個位格的關係，這個教義就太模糊不清，使人無法接受。迦帕多家教父雖然竭力維護神的合一，但無可避免的是容易流於三神論。他們的思想似乎有此色彩，特別是他們最糟糕的比方，如女撒的貴格利所提出的金幣比方。
3. 迦帕多家教父畢生護衛三位一體教義的正統，從該撒利亞的巴西流、拿先斯的貴格利到女撒的貴格利，承先啟後地成為對抗當時亞流主義的主流。最後，在君士坦丁堡公會議中把《尼西亞信經》的三位一體教義奉為正統，這是在三位一體教義上最大的貢獻。